# US Raon-l'Étape
Union Sportive Raonnaise là một đội bóng đá Pháp thành lập năm 1921. Đội có trụ sở tại Raon-l'Étape, Lorraine, Pháp. Đội chơi tại Stade Paul-Gasser ở Raon-l'Étape, có sức chứa 4.000 chỗ ngồi.